# 2012年委内瑞拉杯
2012年委内瑞拉杯,为第39届委内瑞拉杯。参赛球队包括委内瑞拉足球甲级联赛的18支球队、委内瑞拉足球乙级联赛的12支球队，共计30支球队。本届赛事的冠军将获得2013年南美杯的资格。

## 第1轮
第1轮为主客场淘汰赛，8月29日开始。共决出14支球队进入下一轮。